# Wilhelm Krische
Wilhelm Bernhard Ludwig Krische (* 14. Juli 1859 in Hannover; † 1909) war ein deutscher Erfinder und Unternehmer.

## Leben
Krische war der Sohn des Unternehmensgründers Bernhard Carl Georg Krische, der gemeinsam mit seinem Geschäftspartner August Louis Victor Edler im Jahr 1845 das Unternehmen Edler & Krische in Hannover gegründet hatte. Im Jahr 1894 nach dem Tod der Unternehmensgründer führten Wilhelm Krische und Otto Edler das Unternehmen ihrer Väter fort. Bei dem Unternehmen Edler & Krische handelte es sich um eine Buchdruckerei- und binderei sowie Steindruckerei.
Um 1896 erfand er gemeinsam mit dem Chemiker und Unternehmer Adolf Spitteler den weltweit ersten Kunststoff (Galalith). Krische suchte Kasein auf Pappe aufzutragen für weiße Schultafeln, stieß auf Probleme und zog den als Papier-Fachmann bekannten Spitteler hinzu. Beide erhielten 1897 ein deutsches Patent, dem Patente in anderen Ländern folgten. Die Firma konnte allerdings die weitere Entwicklung nicht mehr selbst finanzieren und die Patente wurden um 1900 verkauft, in Deutschland an die Vereinigten Gummiwaren-Fabriken Harburg-Wien. Das geschah auf Initiative des Schwagers von Krische, Carl Kunth, der bis dahin die Entwicklung finanzierte. Die französischen Patente wurden an eine französische Firma verkauft, die aber erfolglos war. 1904 kaufte die Harburger Gesellschaft das Patent zurück und gründete die Internationale Galalith-Gesellschaft Hoff und Co. AG (IGG) in Harburg, unter Leitung von Kunth.
Wilhelm Krische war 1894 bis 1906 Teilhaber der Hannoverschen Firma Edler und Krische.

## Belege
1. ↑  Aegidienkirche (Hannover): Kirchenbuch. Taufen. Nr. 89/1859.
2. ↑  Nach Lattermann, Ferrum 2017. Er gibt als Quelle das Sterberegister, Standesamt Hannover an

| Personendaten    | Personendaten                                         |
| ---------------- | ----------------------------------------------------- |
| NAME             | Krische, Wilhelm                                      |
| ALTERNATIVNAMEN  | Krische, Wilhelm Bernhard Ludwig (vollständiger Name) |
| KURZBESCHREIBUNG | deutscher Erfinder und Unternehmer                    |
| GEBURTSDATUM     | 14. Juli 1859                                         |
| GEBURTSORT       | Hannover                                              |
| STERBEDATUM      | 1909                                                  |